# Portalada Granja les Dos Mercedes
La Portalada Granja les Dos Mercedes és una obra de Montmeló (Vallès Oriental) protegida com a Bé Cultural d'Interès Local.

## Descripció
Portalada de pedra que originàriament tenia tres obertures, actualment se'n conserven només dues. El buit central, el més gran, és d'arc de mig punt i el lateral de llinda plana.
L'obertura principal té un coronament de perfil sinuós amb un plafó central de format rectangular acabat amb un perfil corbat. L'obertura lateral té al damunt de la llinda un entaulament coronat amb una aleta que la uneix al buit central. Les portes són de ferro forjat. La més gran té a la part baixa de cada batent (que és de planxa) una lletra. Es tracta de les inicials del propietari de la granja, Enric Turances. Sota l'arc de mig punt hi ha pintat de color ocre "Granja Dos Mercedes".